# ヨジテレビ!
『ヨジテレビ!』は、2000年7月20日から2006年12月22日まで仙台放送で平日の夕方に放送されていた生ワイド番組。2005年9月30日まではコンプレックス編成を導入していて、『ヨジテレビ!ドラマ』（連続ドラマの再放送枠）を後半に組み込んでいた。
番組タイトルの『ヨジテレビ』は、フジテレビ系列のフルネット局である仙台放送で「ヨジ」（午後4時）から放送されていたことにちなんでいる。ただし、実際には宮城県内向けのローカル番組で、フジテレビではネットを実施していなかった。

## 概要
2000年7月20日に既存のドラマ再放送枠を再編する形で放送開始。番組開始当時は2部構成で、前半が地域密着の情報番組『ヨジテレビ!』（月曜 - 金曜 16:00 - 16:56）、後半がドラマ再放送枠『ヨジテレビ!ドラマ』（16:56 - 17:53、のちに - 17:54）というコンプレックス（複合）型のローカル番組であった。当初は17:53 - 17:54に『仙台放送スーパーニュース』の告知で『ヨジテレビ!』の司会者が再登場し、ステーションブレイク無しでニュースに繋いでいた。
2005年10月3日からは『ライブ!』第1部（月曜 - 金曜 15:59 - 16:55）で放送される生放送の情報バラエティ番組となった（第2部以降では『仙台放送スーパーニュース』が16:55からステーションブレイク無しで放送）。それに伴い、『ヨジテレビ!ドラマ』は廃枠になったが、14時台・15時台に新たにドラマ再放送枠の『ドラマα』が設定された。
春の高校バレーやバレーボールワールドカップのハイライトを放送する際には、リニューアル前の2時間番組だった時には『ヨジテレビ!ドラマ』を休止し、その時間枠で前述のスポーツ番組を放送するか、『ヨジテレビ!』（情報番組パート）を『ヨジテレビ!ドラマ』の枠へ移動させて16時台にスポーツ番組を放送するかの2パターンがあったが、『ヨジテレビ!ドラマ』の廃枠以後はこのような場合には『ヨジテレビ!』自体が放送休止にされていた。
視聴者から寄せられた電話・FAX・e-mailを紹介する「山ちゃん（山田基行）の話してちょーだい!」（略して「はなっちょ」）のコーナーは、曜日ごとに設定された番組内容を意識したテーマになっていた。2006年7月からは山田基行はテレフォンナビゲーターからリポーターとなり、「話してちょーだい!」はMCが紹介する形となった。2006年12月の最終週には、ファイナルウィークスペシャルということで「山ちゃんの話したいのはヤマヤマダけど」のコーナーが復活した。
司会が金澤聡と岡田友香のコンビだった時期には、番組冒頭の名前スーパーと一緒にアナウンサー「ひとことにっき」が楽しめた。
たび重なる司会者やプロデューサーの交代から模様替えを繰り返すものの、なかなか視聴率的には好転せず、6年5か月間続いた番組は2006年12月22日放送分をもって終了した。ハイビジョン対応のローカル番組作成に向けた充電期間を設けるとのことで、後継番組の『情報ライブMovin'』は2007年4月2日にスタートした。

## 主な出演者

### メインキャスター（MC）
- 浅見博幸（仙台放送アナウンサー、2000年7月 - 2004年3月）
- 大野綾子（当時仙台放送アナウンサー、2000年7月 - 2002年3月）
- 佐藤亜樹（当時仙台放送アナウンサー、2002年4月 - 2004年1月）
- 岡田友香（当時仙台放送アナウンサー、2002年4月 - 2006年6月）
- 金澤聡（仙台放送アナウンサー、2004年4月 - 2006年3月）
- 柳沢剛（仙台放送アナウンサー、2006年4月 - 2006年12月）
- 家森幸子（レプロエンタテインメント所属、月 - 水担当、2006年7月 - 2006年12月）
- 出射由佳（仙台放送アナウンサー、木 - 金担当、2006年7月 - 2006年12月）

### お便りコーナー担当
- 山田基行（MOCプランニング所属）

### リポーター
- 安部香里（当時仙台SOSモデルエージェンシー所属）
- 安藤美乃里（当時ファッションスタジオ所属）
- 板垣龍佑（当時仙台放送アナウンサー）
- 梅島三環子（仙台放送アナウンサー）
- 小塚歩（当時仙台放送アナウンサー）
- きぬ（仙台SOSモデルエージェンシー所属）
- 高松知美（当時MOCプランニング所属）
- 早坂牧子（当時仙台放送アナウンサー）
- 原英里奈（当時仙台放送アナウンサー）
- 松尾あかり（旧姓：千葉）
- 水上明子（当時仙台放送アナウンサー）
- 森下葵（当時ぐっどもーにんぐ所属）

### ナレーター
- 平塚裕子

## 主なコーナー
- 早耳情報局
- 夕刊ヨジ
- 特集コーナー
- ヨジペ
- なるほど！かんたん！技ありレシピ
- 工場見学
- 話題モノ
- まちごえランキング
- ヨジニュース

## ヨジテレビ!ドラマ
『ヨジテレビ!ドラマ』とは、『ヨジテレビ!』の17時台に編成されていたドラマ再放送枠である。

### 再放送されたドラマ
- GTO
- 北の国から
- ショムニ
- 振り返れば奴がいる
- 古畑任三郎
- ほか

## 春高バレーの対応
東京で行われる同大会をドラマ再放送枠で対応しており、『ヨジテレビ!若さでアタック!春の高校バレー』というタイトルで放送。『ヨジテレビ!』MCの浅見と女性アナウンサー、さらにはスタジオナビゲーター（主に新人・若手アナウンサー）の3人で対応していた。当日（大会序盤）県勢の試合が始めから組まれていない場合には次戦の相手が決まる試合や注目校・隣県校の試合も放送しており、中継でも中心的存在だった浅見が試合の合間にコメントを入れて好評だった。
なお、『ヨジテレビ!』の放送が無い土曜と日曜にはナビゲーターのみが出演し、3月開催末期は夕方から深夜帯に放送されるケースが多かった。宮城勢の試合が予定時刻に始まらずに途中で打ち切ったり、準決勝（1面コート）では全く試合が中継できずに夕方のニュースで経過を伝えるものの、ニュースの時間内にも試合が終わらなかったこともある（プロ野球中継のような後枠の番組でのテロップ対応も無し）。